# Alicia Holzken
Alicia Holzken (* 13. Dezember 1996 in Eindhoven, Niederlande) ist eine niederländische Profiboxerin und seit Juli 2019 WIBF-Weltmeisterin im Fliegengewicht.

## Amateurkarriere
Alicia Holzken begann im Alter von neun Jahren in ihrer niederländischen Heimat mit dem Boxsport. Als ihr Vater nach anfänglicher Skepsis sah, mit wie viel Leidenschaft sie boxte, begann er sie zu trainieren. Schnell schaffte sie es in die niederländische Nationalmannschaft. 2011 gewann Holzken als 14-Jährige bei den Jugendweltmeisterschaften in der Türkei die Bronzemedaille. 2012 erboxte sie bei den Jugendeuropameisterschaften in Polen ebenfalls Bronze.
In den Folgejahren bestätigte Alicia Holzken ihre Leistungen sowohl auf nationaler als auch internationaler Ebene. Sie gewann Gold bei den Jugendmeisterschaften der Europäischen Union in Ungarn 2013 und erneut Bronze bei der Jugendeuropameisterschaft 2014 in Italien. 2015 und 2017 wurde sie zudem Niederländische Meisterin.

## Profikarriere
Im Anschluss an ihre Amateurkarriere wurde Alicia Holzken kurzzeitig Profikickboxerin. Dort wurde sie bereits in ihrem ersten Jahr 2018 Weltmeisterin. Daraufhin kehrte sie zum klassischen Boxsport zurück. Holzken gab ihr Debüt als Profiboxerin am 1. Dezember 2018 in Gummersbach bei einer Boxgala des deutschen Promoters Sauerland Event. Sie bezwang ihre Gegnerin Gabriella Mezei einstimmig nach Punkten.
Am 7. April 2019 boxte Alicia Holzken in ihrem vierten Profikampf erstmals um einen Titel. Im Golden Palast in Frechen besiegte sie Claudia Ferenczi einstimmig nach Punkten und sicherte sich den Intercontinental-Titel der Women’s International Boxing Federation (WIBF). Am 4. Juli 2019 erhielt sie in ihrem fünften Profikampf die Chance auf den WM-Titel nach Version der WIBF. Holzken gewann im dänischen Aabenraa gegen Xenia Jorneac aus Rumänien einstimmig nach Punkten und krönte sich zur Weltmeisterin.
Seit Januar 2020 wird Alicia Holzken von der Berliner Sportmanagement- und Vermarktungsagentur O1NE Sport GmbH gemanagt, die unter anderem WBO International Champion Artur Mann, IBF-Europameister Denis Radovan und den Olympiateilnehmer von 2016, Serge Michel, berät.
| Jahr | Tag         | Gegner                                              | Ergebnis | Typ                    | Runden | Ort                          |
| ---- | ----------- | --------------------------------------------------- | -------- | ---------------------- | ------ | ---------------------------- |
| 2018 | 1. Dezember | Gabriella Mezei                                     | Sieg     | Punktsieg (einstimmig) | 4/4    | Schwalbe-Arena, Gummersbach  |
| 2019 | 19. Januar  | Ivanka Ivanova                                      | Sieg     | Punktsieg (einstimmig) | 4/4    | Struer Arena, Struer         |
| 2019 | 23. Februar | Oksana Romanova                                     | Sieg     | Punktsieg (einstimmig) | 6/6    | Vesterhavshallen, Ringkøbing |
| 2019 | 7. April    | Claudia Ferenczi                                    | Sieg     | Punktsieg (einstimmig) | 8/8    | Golden Palast, Frechen       |
| 2019 | 4. Juli     | Xenia Jorneac WIBF-Fliegengewicht-Weltmeisterschaft | Sieg     | Punktsieg (einstimmig) | 10/10  | Ringriderteltet, Aabenraa    |